# Canton de Saint-Avold
Le canton de Saint-Avold est une circonscription électorale française du département de la Moselle.

## Histoire
Créé en 1790, le canton de Saint-Avold est modifié par décret du 8 août 1967 créant le canton de Freyming.
Il est supprimé par décret du 24 décembre 1984 le scindant en deux cantons : Saint-Avold-1 et Saint-Avold-2.
Un nouveau découpage territorial de la Moselle entre en vigueur à l'occasion des élections départementales de 2015. Il est défini par le décret du 18 février 2014, en application des lois du 17 mai 2013 (loi organique 2013-402 et loi 2013-403). Les conseillers départementaux sont, à compter de ces élections, élus au scrutin majoritaire binominal mixte. Les électeurs de chaque canton élisent au Conseil départemental, nouvelle appellation du Conseil général, deux membres de sexe différent, qui se présentent en binôme de candidats. Les conseillers départementaux sont élus pour 6 ans au scrutin binominal majoritaire à deux tours, l'accès au second tour nécessitant 12,5 % des inscrits au 1er tour. En outre la totalité des conseillers départementaux est renouvelée. Ce nouveau mode de scrutin nécessite un redécoupage des cantons dont le nombre est divisé par deux avec arrondi à l'unité impaire supérieure si ce nombre n'est pas entier impair, assorti de conditions de seuils minimaux. Dans la Moselle, le nombre de cantons passe ainsi de 51 à 27. Le canton de Saint-Avold est recréé par ce décret.
Il est formé de la commune de Saint-Avold et de communes des anciens cantons de Saint-Avold-1 (5 communes) et de Saint-Avold-2 (4 communes). Il est entièrement inclus dans l'arrondissement de Forbach-Boulay-Moselle. Le bureau centralisateur est situé à Saint-Avold.

## Langue
D'après un recensement de 1962, le canton de l'époque comptait 40 à 60 % de locuteurs du francique lorrain. Après cette date, les recensements de l'INSEE ont arrêté de poser la question de la langue maternelle au citoyen enquêté.

## Représentation

### Conseillers généraux de 1833 à 1984
| Période | Période | Identité                                              | Étiquette    | Qualité                                                                                            |
| ------- | ------- | ----------------------------------------------------- | ------------ | -------------------------------------------------------------------------------------------------- |
| 1833    | 1842    | Louis Joseph Polti (1792-?)                           |              | Propriétaire du château, maire de Barst (1825-1865)                                                |
| 1842    | 1848    | Nicolas Altmayer                                      |              | Cultivateur et agronome à Saint-Avold Conseiller d'arrondissement Maire de Saint-Avold (1843-1847) |
| 1848    | 1870    | Victor-Édouard Spinga (1813-?)                        |              | Notaire à Saint-Avold                                                                              |
| 1870    | 1871    | Dominique-Théodore d'Hausen de Weidesheim (1812-1878) |              | Maître de forges, propriétaire du château de Gentilly à Maxéville Maire de Hombourg                |
| 1871    | 1919    | occupation allemande                                  |              | |
| 1919    | 1937    | Théodore Paqué                                        | URD          | Propriétaire et commerçant en vins Maire de Saint-Avold Député (1924-1928)                         |
| 1937    | 1940    | Pierre Muller                                         | PC-SFIC      | Secrétaire du syndicat des ouvriers mineurs à Freyming, révoqué en 1940 (décret Daladier)          |
|         |         |                                                       |              | |
| 1945    | 1949    | Pierre Muller                                         | PCF          | Mineur Député (1945-1946 et 1951-1955) Sénateur (1946-1948)                                        |
| 1949    | 1961    | Jean Robert (1906-1976)                               | DVD          | Artiste-peintre, maire de Saint-Avold                                                              |
| 1961    | 1967    | Pierre Potier                                         | MRP          | Ingénieur, maire de Freyming                                                                       |
| 1964    | 1976    | Denis Klein (1909-1985)                               | UDR          | Médecin Maire de Saint-Avold (1971-1977)                                                           |
| 1976    | 1985    | Armand Nau                                            | DVD puis UDF | Médecin Maire de Carling (1971-2006) Elu en 1985 dans le Canton de Saint-Avold-1                   |

### Conseillers d'arrondissement (de 1833 à 1940)
Le canton de Saint-Avold avait deux conseillers d'arrondissement de 1919 à 1940.
De 1801 à 1871, il appartenait à l'arrondissement de Sarreguemines.
| Période                                  | Période | Identité                 | Étiquette   | Qualité |
| ---------------------------------------- | ------- | ------------------------ | ----------- | --- |
| 1833                                     | 1842    | Nicolas Altmayer         |             | Propriétaire à Saint-Avold |
|                                          |         |                          |             | |
| 1848                                     |         | Pierre Rémy              | Républicain | Médecin, maire de Saint-Avold |
|                                          |         |                          |             | |
| 1919                                     | 1928    | Louis Borsenberger       | URL         | Cultivateur à Alt-Berfang, Folschwiller                                                                                               |
| 1919                                     | 19..    | Jean Labach              | URL-PDP     | Ouvrier machiniste puis contremaitre aux Houillères du Bassin de Lorraine, agriculteur à L'Hôpital Député de la Moselle (1928 → 1932) |
| 1922                                     | 1940    | Eugène Wilmouth          |             | Commerçant, maire de Freyming |
| 19..                                     | 1928    | Pierre André             |             | Marchand de bois à Hombourg-Haut |
| 1928                                     | 1940    | Pierre Ernst (1876-1957) |             | Maire de Carling |
| 1940                                     |         |                          |             | Les conseils d'arrondissement ont été suspendus par la loi du 12 octobre 1940 et n'ont jamais été réactivés                           |
| Les données manquantes sont à compléter. |         |                          |             | |

### Conseillers départementaux depuis 2015
| Période élective | Période élective | Mandat | Mandat   | Identité            | Nuance | Nuance | Qualité                                                                                     |
| ---------------- | ---------------- | ------ | -------- | ------------------- | ------ | ------ | ------------------------------------------------------------------------------------------- |
| 2015             | 2021             | 2015   | 2021     | Patricia Boeglen    |        | DVD    | Inspectrice en sport de l'Education Nationale Adjointe au maire de L'Hôpital                |
| 2015             | 2021             | 2015   | 2021     | André Wojciechowski |        | UDI    | Employé Maire de Saint-Avold (2001 → 2020) Président de la Communauté de communes           |
| 2021             | 2028             | 2021   | en cours | Flora Pili          |        | MR     | Assistante en ressources humaines, Saint-Avold, membre du Parti radical                     |
| 2021             | 2028             | 2021   | en cours | Emmanuel Schuler    |        | DVC    | Opticien Maire de la ville de L'Hôpital depuis 2020, Vice Président de la CASAS (2020>2026) |

### Résultats détaillés

#### Élections de mars 2015
À l'issue du 1er tour des élections départementales de 2015, deux binômes sont en ballottage : Gérard Chatelain et Nathalie Pigeot (FN, 28,51 %) et Patricia Boeglen et André Wojciechowski (DVD, 26,83 %). Le taux de participation est de 46,77 % (14 133 votants sur 30 216 inscrits) contre 44,87 % au niveau départemental et 50,17 % au niveau national.
Au second tour, Patricia Boeglen et André Wojciechowski (DVD) sont élus avec 57,84 % des suffrages exprimés et un taux de participation de 46,66 % (7 469 voix pour 14 098 votants et 30 217 inscrits).
André Wojciechowski est membre du MRSL.

#### Élections de juin 2021
Le premier tour des élections départementales de 2021 est marqué par un très faible taux de participation (33,26 % au niveau national). Dans le canton de Saint-Avold, ce taux de participation est de 27,85 % (8 066 votants sur 28 967 inscrits) contre 26,75 % au niveau départemental. À l'issue de ce premier tour, deux binômes sont en ballottage : Flora Pili et Emmanuel Schuler (Union au centre et à droite, 29,02 %) et Christian Antony et Sylvie Lebel (RN, 21,39 %).
Le second tour des élections est marqué une nouvelle fois par une abstention massive équivalente au premier tour. Les taux de participation sont de 34,36 % au niveau national, 27,16 % dans le département et 27,4 % dans le canton de Saint-Avold. Flora Pili et Emmanuel Schuler (Union au centre et à droite) sont élus avec 65,97 % des suffrages exprimés (4 932 voix pour 7 938 votants et 28 972 inscrits),,. 

## Composition
De 1967 à 1984, le canton est composé de dix communes.
À la suite du redécoupage de 2014, le canton de Saint-Avold reprend le même périmètre qu'en 1967 et regroupe donc les dix mêmes communes.
| Nom                                 | Code Insee | Intercommunalité        | Superficie (km2) | Population (dernière pop. légale) | Densité (hab./km2) | Modifier                                    |
| ----------------------------------- | ---------- | ----------------------- | ---------------- | --------------------------------- | ------------------ | ------------------------------------------- |
| Saint-Avold (bureau centralisateur) | 57606      | CA Saint-Avold Synergie | 35,48            | 14 828 (2022)                     | 418                | modifier les données · modifier les données |
| Altviller                           | 57015      | CA Saint-Avold Synergie | 4,85             | 531 (2022)                        | 109                | modifier les données · modifier les données |
| Carling                             | 57123      | CA Saint-Avold Synergie | 2,67             | 3 332 (2022)                      | 1 248              | modifier les données · modifier les données |
| Diesen                              | 57765      | CA Saint-Avold Synergie | 5,47             | 1 029 (2022)                      | 188                | modifier les données · modifier les données |
| Folschviller                        | 57224      | CA Saint-Avold Synergie | 9,46             | 3 937 (2022)                      | 416                | modifier les données · modifier les données |
| L'Hôpital                           | 57336      | CA Saint-Avold Synergie | 3,99             | 5 179 (2022)                      | 1 298              | modifier les données · modifier les données |
| Lachambre                           | 57373      | CA Saint-Avold Synergie | 7,86             | 913 (2022)                        | 116                | modifier les données · modifier les données |
| Macheren                            | 57428      | CA Saint-Avold Synergie | 16,95            | 2 827 (2022)                      | 167                | modifier les données · modifier les données |
| Porcelette                          | 57550      | CA Saint-Avold Synergie | 13,44            | 2 435 (2022)                      | 181                | modifier les données · modifier les données |
| Valmont                             | 57690      | CA Saint-Avold Synergie | 9,24             | 2 951 (2022)                      | 319                | modifier les données · modifier les données |
| Canton de Saint-Avold               | 5719       |                         | 109,41           | 37 962 (2022)                     | 347                | modifier les données                        |

## Démographie
En 2022, le canton comptait 37 962 habitants, en évolution de −3,51 % par rapport à 2016 (Moselle : +0,52 %, France hors Mayotte : +2,11 %).
| 2013   | 2018   | 2022   |
| ------ | ------ | ------ |
| 40 311 | 38 977 | 37 962 |